# Футбол в Италии
Футбол в Италии
организации:
- Итальянская федерация футбола, основана в 1898 году, состоит в ФИФА с 1905 года и в УЕФА с 1954 года.
- Итальянская Футбольная Конфедерация, создана в июле 1921 года, как альтернатива Федерации футбола Италии.

## Клубныйфутбол

### Внутренние соревнования
- Чемпионат Италии по футболу (также: Система футбольных лиг Италии)

- Кубок Италии по футболу
- Суперкубок Италии по футболу

Между клубами страны имеются несколько дерби.
Скудетто (Scudetto) — небольшая эмблема, носимая на форме членами итальянских клубов, выигравших ежегодные чемпионаты в предыдущем сезоне.

### Выступления в международных кубках
Команды Италии брали:
- 12 раз Кубок европейских чемпионов/Лига чемпионов УЕФА — выступали в 28 финалах (страна третья после Испании и Англии)
- 7 раз Кубок обладателей кубков УЕФА — выступали в 11 финалах
- 9 раз Кубок УЕФА — выступали в 15 финалах (вторая после Испании)
- 1 раз Лига конференций УЕФА — выступали в 1 финале
- 9 раз Суперкубок УЕФА — выступали в 12 финалах (вторая после Испании)
- 9 раз Межконтинентальный кубок по футболу (третья после Испании и Бразилией)

Всего: Италия взяла 47 кубков в 67 финалах (далее следует Испания).

## Национальные сборные
Сборная Италии играла практически на всех чемпионатах мира (кроме 1958 (Швеция), 2018 (Россия) и 2022 (Катар) гг. — не прошла квалификацию) и стала четырёхкратным чемпионом мира: 1934, 1938, 1982 и 2006 годов; в том числе первой европейской сборной — чемпионом мира и первой сборной, защитившей титул (достижение повторено Бразилией в 1962 году).
Она обладательница мирового рекорда по матчам без поражений (37 игр подряд).
В активе сборной Италии также есть победы на Олимпиаде (берлинской 1936 года) и европейских первенствах: 1968 года и 2020 года, что сделало итальянцев первой европейской сборной, выигравшей хотя бы по разу эти турниры.
Рекордсменом по числу игр за сборную является вратарь Джанлуиджи Буффон со 176 матчами, лучший бомбардир сборной — Луиджи Рива (35 мячей).
Прозвище итальянской сборной — «скуа́дра адзу́рра» (итал. Squadra Azzurra, букв. «голубая команда, синяя эскадра»), которое пошло от традиционного синего или голубого цвета формы итальянской национальной команды и любых спортсменов, представляющих Италию.
также:
Сборная Сицилии по футболу,
Сборная Падании по футболу,
Сборная Себорги по футболу
и различные молодёжные (от 17 до 21 года) сборные.

## История
Предыстория: Флорентийский (мантуйский) кальчо (calcio — «пинок») — командный вид спорта, один из «предков» современных футбола и регби.
С момента появления футбола на просторах Италии в 1880-х годах, долгое время в стране существовал исключительно клубный футбол.
В 1910 году Итальянской федерацией футбола, основанной в 1898 году, было принято решение об основании национальной сборной команды страны (первый официальный матч этой команды состоялся 15 мая того же года).
Через два года итальянская сборная приняла участие в своём первом международном турнире, которым стали футбольные соревнования на летних Олимпийских играх 1912 года в Стокгольме (команда выбыла из борьбы за награды уже на первой стадии турнира).
Первые формы профессионального футбола начали появляться в итальянском футболе уже во второй половине 1920-х годов.
Первые награды официального международного соревнования сборная Италии добыла только через 16 лет, выиграв бронзовые медали на Летних Олимпийских играх 1928 года в Амстердаме. 

Предложение к участию в первом Чемпионата мира по футболу, проводившемся в Уругвае в 1930 году, Италия (как и большинство европейских футбольных сборных) была вынуждена отклонить, с оглядкой на необходимость осуществления длительного и финансово обременительного трансатлантического путешествия.
Они выступили на ЧМ через четыре года, в 1934, когда участие во втором Чемпионате мира уже не требовало от итальянцев долгих переездов — их родина была выбрана местом проведения финального турнира; при поддержке домашних трибун сборная Италии  дошла до финала, где в напряжённой борьбе взяла верх над сборной Чехословакии благодаря голу, забитому Анджело Скьявио в дополнительное время (счёт 2:1) — дебют итальянцев на чемпионатах мира завершился первым для них титулом сильнейшей футбольной сборной мира.
1980 год — коррупционный скандал в итальянском футболе (невзирая на проблемы, связанные с ним, сборная страны таки выиграла ЧМ-82 в Испании);
в 1986 году снова произошёл подобный скандал.
Позднее, в 2006, подобный скандал вновь повторился.

## Призы и награды
- Футболист года в Италии
- Лучший футбольный вратарь года в Италии
- Футболист года в Италии по версии Guerin Sportivo (с 1976 года)
- Награды чемпионата Италии по футболу («Самый ценный игрок сезона Серии А», с сезона 2018/19)
- Лучший иностранный футболист года в Италии
- Лучший молодой футболист года в Италии

- Зал славы итальянского футбола